# Gare de Tessonnières
La gare de Tessonnières est une gare ferroviaire française des lignes de Brive-la-Gaillarde à Toulouse-Matabiau via Capdenac et de Tessonnières à Albi située quartier de Tessonnières sur le territoire de la commune de Gaillac, dans le département du Tarn, en région Occitanie.
Elle est mise en service en 1864 par la Compagnie du chemin de fer de Paris à Orléans (PO).
C'est une halte voyageurs de la Société nationale des chemins de fer français (SNCF) du réseau TER Occitanie, desservie par des trains express régionaux.

## Situation ferroviaire

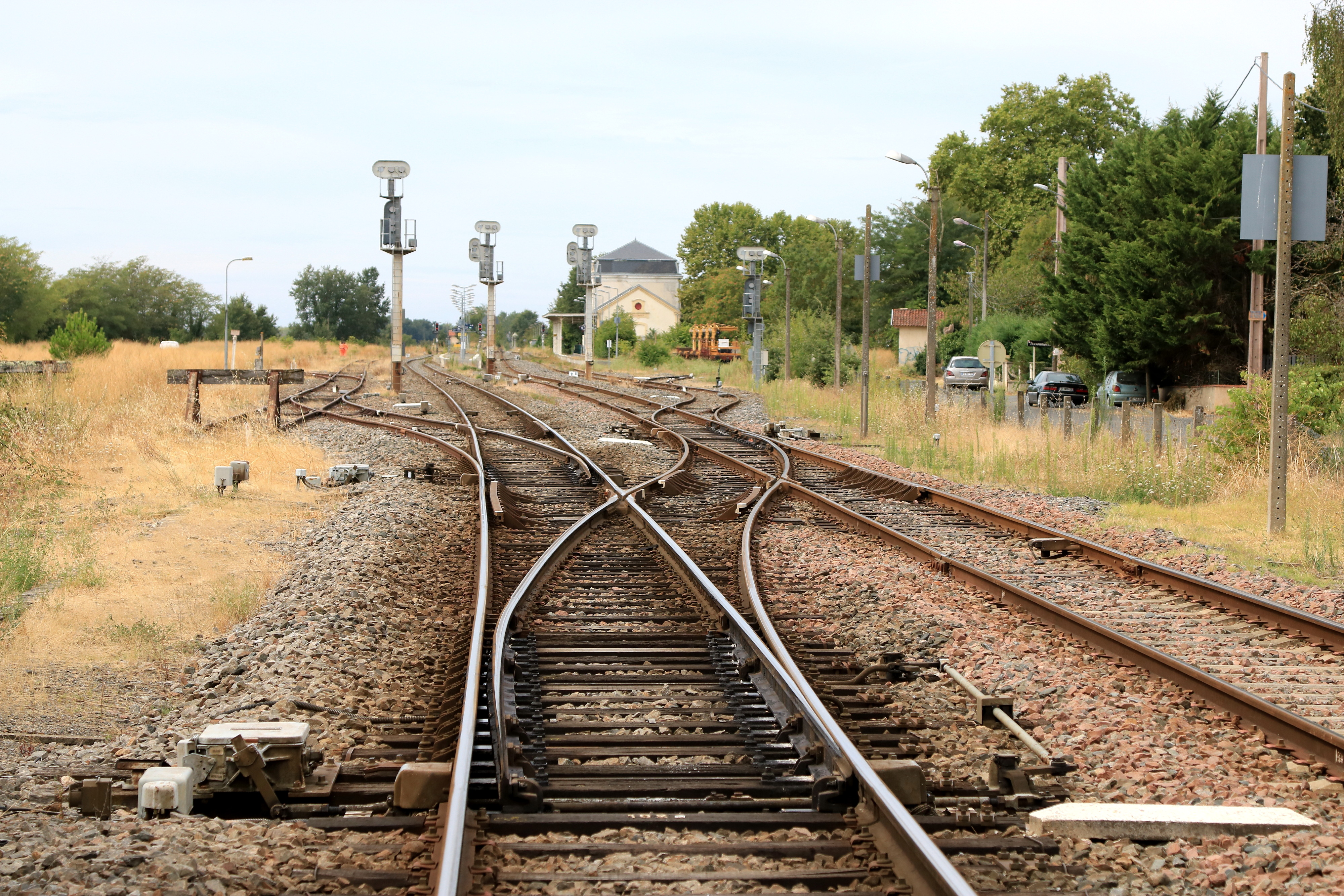
Vue générale de la gare vers Toulouse.

Établie à 152 mètres d'altitude, la gare de Tessonnières est située au point kilométrique (PK) 338,734 de la ligne de Brive-la-Gaillarde à Toulouse-Matabiau via Capdenac, entre les gares ouvertes de Cordes - Vindrac et Gaillac.  Elle est séparée de  Cordes - Vindrac par les gares fermées de Donnazac et Cahuzac.
Gare de bifurcation, elle est également l'origine, toujours au PK 338,734, de la ligne de Tessonnières à Albi, avant la gare ouverte de Marssac-sur-Tarn. Elle est séparée de cette dernière par la gare fermée de Labastide-de-Lévis.

## Toponymie
Le toponyme Tessonnières (en occitan Taissonièras) est basé sur le mot occitan qui désigne les terriers des blaireaux nommés tais ou taissons en occitan.

## Histoire
La gare de bifurcation de Tessonnières est mise en service le 24 octobre 1864 par la Compagnie du chemin de fer de Paris à Orléans (PO) lorsqu'elle ouvre à la circulation la ligne de Toulouse à Lexos et son embranchement de Tessonnières à Albi.
Le total des recettes effectuées en gare de Tessonnières est de 43 227 francs en 1897,  65 588 francs en 1901 et de 65 896 francs en 1903.
En 2014, c'est une gare voyageurs d'intérêt local (catégorie C : moins de 100 000 voyageurs par an de 2010 à 2011), qui dispose de trois quais, deux abris et une traversée de voie à niveau par le public (TVP).

### Fréquentation de la gare
L'évolution de la fréquentation de la gare est présentée dans le tableau ci-dessous. En 2020, avec 2 381 voyageurs, la gare de Tessonnières est la vingt-quatrième gare la plus fréquentée du Tarn sur les 26 que compte le département. En 2022, sur 18 gares en tout dans le département, elle est classée 17ème avec 7536 voyageurs, marquant une hausse notable de sa fréquentation (de même que les autres gares du Tarn).
| Année               | 2015  | 2017  | 2019  | 2020  | 2021  | 2022  | 2023  |
| ------------------- | ----- | ----- | ----- | ----- | ----- | ----- | ----- |
| Nombre de voyageurs | 4 302 | 4 217 | 2 846 | 2 381 | 4 080 | 7 536 | 5 171 |

## Service des voyageurs

### Accueil

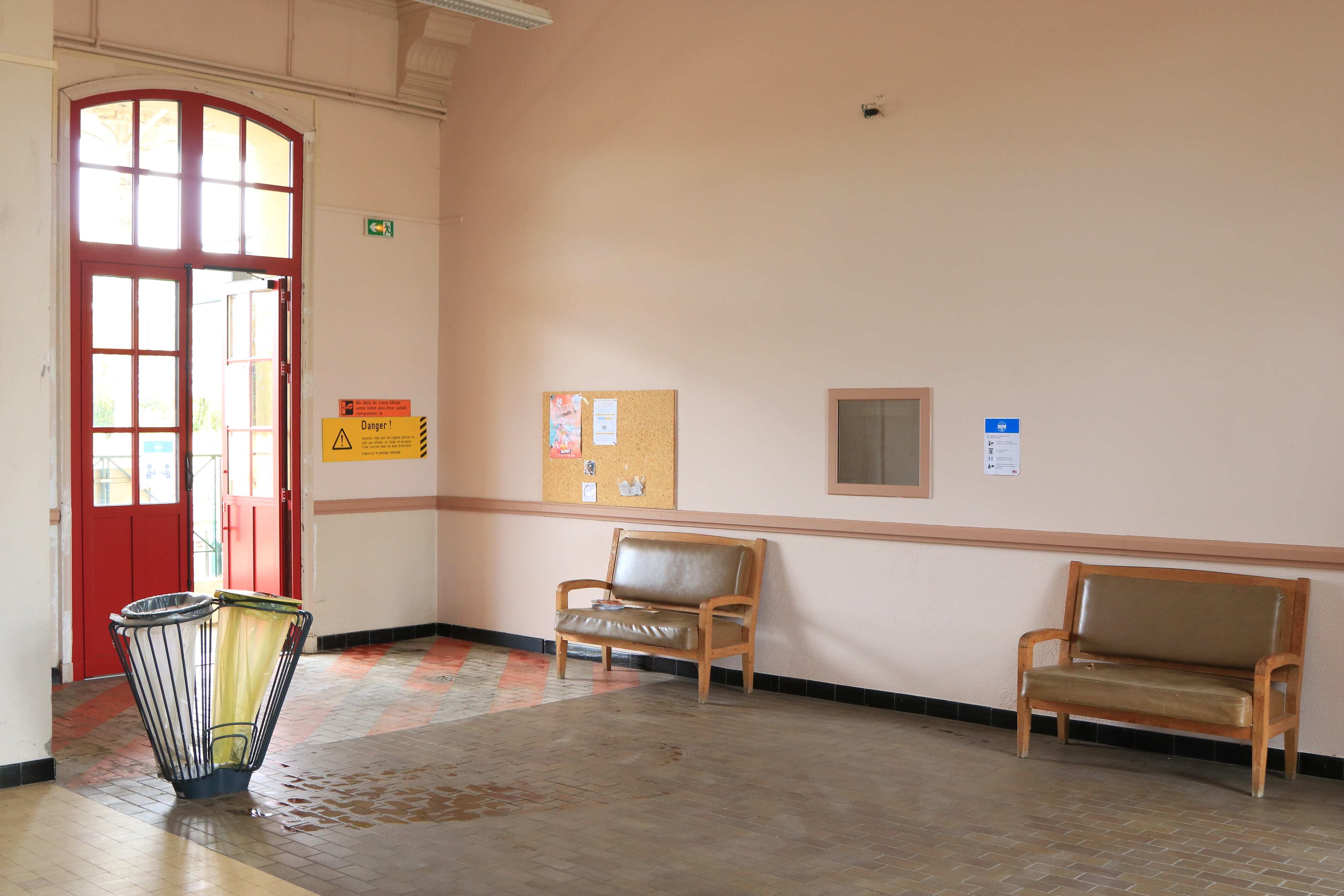
Intérieur du bâtiment voyageurs accessible au public.

Halte SNCF, elle dispose néanmoins d'un bâtiment voyageurs, avec guichet, ouvert tous les jours.
Un passage à niveau planchéié permet la traversée des voies et l'accès aux quais.

### Desserte
Tessonnières est desservie par des trains TER Occitanie circulant entre Toulouse-Matabiau et Albi. Au-delà d'Albi, certains de ces trains sont en provenance ou à destination de Carmaux ou de Rodez.
En semaine, la gare est desservie par neuf trains en provenance de Toulouse-Matabiau et par sept trains à destination de cette même gare. Le week-end, seuls quatre trains en provenance de Toulouse-Matabiau desservent la gare, et trois à destination de cette même gare.

### Intermodalité
Un parking pour les véhicules y est aménagé.